# Nadine Alari
Nadine Alari, eigentl. Bernadette Nicole Frédérique Boverie (geboren am 23. Februar 1927 in Paris; gestorben am 24. November 2016 ebenda), war eine französische Schauspielerin und Autorin.

## Leben
Alari besuchte anderthalb Jahre das Cours Simon. Als sie nicht am Nationalen Konservatorium für dramatische Kunst angenommen wurde, gab sie ihr Debüt im Théâtre de la Gaîté-Montparnasse. Dort rezitierte sie unveröffentlichte Gedichte von Jacques Prévert und traf Tania Balachova, die ihr Privatunterricht gab. Am Théâtre Marigny trat Alari der Compagnie Renaud-Barrault bei. Neben Jean-Louis Barrault spielte sie in Hamlet die Schauspielerin, die im nachgestellten Vatermord die Königin spielt.
Ihr Filmdebüt gab Alari 1947 in Henri Calefs Jericho. Sie begann mit größeren Nebenrollen, so 1947 neben Michel Simon und Gaby Morlay in Henri Decoins komödiantischem Filmdrama Hafenliebchen und 1951 in der Literaturverfilmung Im Anfang war nur Liebe neben Martine Carol. Neben Françoise Arnoul war sie im selben Jahr in dem Filmdrama Die Schönheitskönigin von Paris zu sehen. Die Schauspielerin erhielt 1951 den Suzanne-Bianchetti-Preis.
Erste Hauptrollen hatte Alari in den Filmkomödien Le Dindon (1951) und in Passion de femmes (1954). Neben Gérard Philipe und Liselotte Pulver spielte sie 1957 in Claude Autant-Laras Dostojewski-Verfilmung Das Spiel war sein Fluch die Abenteurerin Blanche. Im Abenteuerfilm Der Hölle entronnen verkörperte sie neben Georges Marchal die Überlebende eines Flugzeugabsturzes in der Wildnis. In Costa-Gavras’ Regiedebüt, dem Thriller Mord im Fahrpreis inbegriffen von 1965 spielte sie die Ehefrau des ermittelnden Kommissars (Yves Montand). André Cayatte gab ihr 1967 in dem Psychodrama Verleumdung die Rolle der Mutter eines Mädchens, das seinen Lehrer (Jacques Brel) verleumdet. In Gabriel Axels Episodenfilm Amour war Alari die Verführerin Constance. Spielte sie im Kino zumeist Nebenrollen, so beispielsweise eine Lehrerin in dem Jugendfilm Die kleinen Pariserinnen (1977) und eine Gynäkologin in der Filmromanze Eine einfache Geschichte (1978), hatte sie im Fernsehen häufig Hauptrollen, so etwa in Philippe Arnals Miniserie Un tyran sous la pluie.
Nadine Alari war die Synchronstimme für Schauspielerinnen wie Kim Novak, Ava Gardner, Sophia Loren, Lauren Bacall, Gena Rowlands und Judi Dench.

## Filmografie (Auswahl)
- 1947: Hafenliebchen (Les Amants du Pont-Saint-Jean)
- 1951: Im Anfang war nur Liebe (Caroline chérie)
- 1951: Die Schönheitskönigin von Paris (La Plus Belle Fille du Monde)
- 1954: Madame Dubarry (Madame du Barry)
- 1958: Das Spiel war sein Fluch (Le joueur)
- 1959: Das Raubtier rechnet ab (Le fauve est lâché)
- 1960: Der Hölle entronnen (Prisonniers de la brousse)
- 1962: Von der Sonne geblendet (Le soleil dans l’œil)
- 1965: Mord im Fahrpreis inbegriffen (Compartiment tueurs)
- 1967: Verleumdung (Les risques du metier)
- 1967: Die Abenteuer des Chevalier de Lagardère (Les aventures de Lagardère: Le petit Parisien)
- 1969: Der Bucklige (Lagardère II)
- 1970: Amour
- 1977: Die kleinen Pariserinnen (Diabolo Menthe)
- 1978: Mit Rose und Revolver (Les Brigades du Tigre; Fernsehserie, 1 Folge)
- 1978: Eine einfache Geschichte (Une histoire simple)
- 1986: Sommer '36 (L'été 36)
- 1992: Die Wache (La sentinelle)
- 2002: Ein perfektes Leben (L’adversaire)
- 2007: Fred Vargas – Fliehe weit und schnell (Pars vite et reviens tard)